# Валуев, Николай Александрович
Валуев Николай Александрович (17 февраля 1924, Бобринецкий район, Одесская губерния — 2 апреля 2001, Кривой Рог, Днепропетровская область) — советский металлург, старший мастер цеха блюминг «1150» криворожского металлургического комбината «Криворожсталь» имени В. И. Ленина. Лауреат Государственной премии Украинской ССР в области науки и техники (1970).

## Биография
Родился 17 февраля 1924 года на территории нынешней Кировоградской области. Русский.
Участник Великой Отечественной войны с августа 1941 года в составе 50-го стрелкового полка 37-й стрелковой дивизии.
В 1950—1989 годах — вальцовщик, старший мастер, слесарь блюминга-1 металлургического комбината «Криворожсталь» (Кривой Рог). В 1961 году окончил Московский политехнический институт. Ударник пятилеток, победитель соревнований, новатор производства, наставник и рационализатор. Член КПСС.
Умер 2 апреля 2001 года в городе Кривой Рог.

## Награды
- Орден Отечественной войны 1-й степени;
- Орден Красной Звезды;
- Государственная премия Украинской ССР в области науки и техники (21 декабря 1970)[2] — за разработку, освоение и широкое промышленное внедрение нового высокопроизводительного процесса одновременной прокатки двух слитков на крупных обжимных состояниях[3].